# David Gates

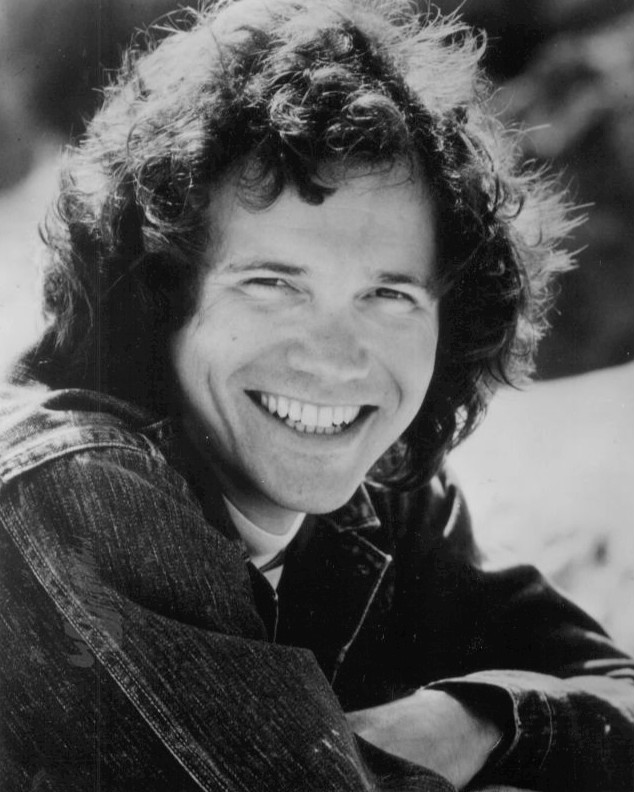
Fotografía de David Gates en 1975

David Gates (Tulsa, Oklahoma; 11 de diciembre de 1940) es un cantante y compositor estadounidense, más conocido como el cantante líder del grupo Bread, que tuvo mucho éxito en los años 1970, lanzando numerosas canciones mundialmente reconocidas. Este grupo está ahora en Salón de la Fama de Grupos Vocales.

## Vida y carrera inicial
Gates es hijo de un director de banda y profesor de piano y como tal desde niño gustó de la música. Tocaba piano, bajo y guitarra cuando se enroló en la Escuela Will Roger´s de Tulsa (Oklahoma). Siendo adolescente se unió a bandas locales cerca de Tulsa. En 1957, la banda de su secundaria acompañó a Chuck Berry en un concierto.
Más tarde, Gates lanzó su primer sencillo, hit local, "Jo-Baby". La canción fue escrita por la novia de Gates, Jo Rita, con quien más tarde se casó en 1958 cuando aún estaba estudiando en la Universidad de Oklahoma.
Gates y su familia se mudaron a Los Ángeles en 1961 donde él se convirtió en compositor y llegó a involucrarse en la producción de discos. Trabajó como músico de estudio y productor de muchos artistas incluido Pat Boone. El éxito pronto le llegó con su composición para The Murmaids "Popsicles and Icicles" que alcanzó el número 3 en la 100 Calientes en 1963. Otra canción "Saturday's Child", fue grabada por The Monkees. A finales de los años sesenta, había trabajado con muchos artistas incluyendo a
Elvis Presley,
Brian Wilson,
Phil Spector,
Bobby Darin y
Merle Haggard.
En 1965 produjo el hit de Glenn Yarbrough "Baby, the rain must fall". En 1966 produjo dos sencillos en A&M Records para Captain Beefheart y The Magic Band que fueron éxitos en el área de Los Ángeles.
Entre tanto, Gates había lanzado sencillos bajo diferentes sellos.
"Manchester 101",
"There’s a heaven/She don't cry 196?",
"Mala 413",
"You'll be my baby/What's this I hear",
"Mala 418",
"The happiest man alive / A road that leads to love" (ambos en 1960).
"Mala 427",
"Jo Baby/Teardrops in my heart" (en 1961).
"Planetary 103",
"Little Miss stuck up / The brighter side",
"Planetary 108",
"Let you go/Once upon a time".
Bajo el pseudónimo Del Asley en 1965 & "Del-Fi 4206" "No One Really Loves A Clown/You Had It Commin' To Ya". En 1965 también lanzó un sencillo bajo el nombre The Manchesters con el sello Vee Jay.

## Bread y la fama

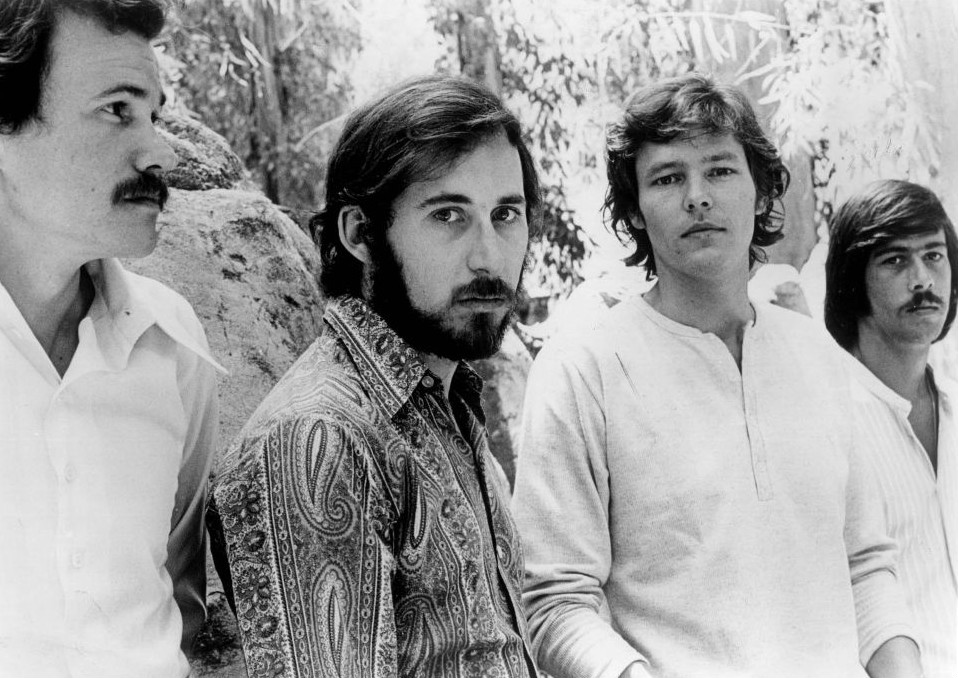
David Gates con el primera conformación de Bread (1971). De izquierda a derecha: David Gates, Robb Royer, Jimmy Griffin, Mike Botts. Más tarde, Larry Knechtel reemplazaría a Robb Royer.

En 1967, Gates produjo e hizo arreglos del álbum debut de la banda The Pleasure Fair, la cual contaba con Robb Royer entre sus integrantes. Poco menos de un año después, Gates y Royer se juntaron con Jimmy Griffin para formar el grupo Bread. El grupo fue firmado por Elektra Records, donde se mantuvieron ocho años. Su primer álbum, Bread, fue lanzado en 1969, alcanzando el #127 en Billboard 200. El primer sencillo, "Dismal Day," escrito por Gates, fue lanzado en junio de 1969 sin venderse bien.
El segundo álbum de Bread, On the Waters, con un nuevo miembro, el baterista Mike Botts, fue lanzado en 1970 con mucho éxito, incluyó el sencillo #1 "Make It with You" y fue el primero de siete álbumes consecutivos de Bread en alcanzar el Disco de Oro en Estados Unidos. Sus siguientes tres álbumes, Manna (1971), Baby I’m-a Want You (1972) (con Larry Knechtel reemplazando a Royer) y Guitar Man (1972) fueron también exitosos.
Desde 1970 hasta 1973, Bread colocó 11 sencillos en la Billboard Hot 100, todas escritas y cantadas por Gates, lo cual causó antagonismo entre Gates y Griffin, quien contribuyó significativamente en los álbumes de Bread como cantante y compositor. Para sorpresa de los fanes y la industria musical, Bread se separó en 1973.

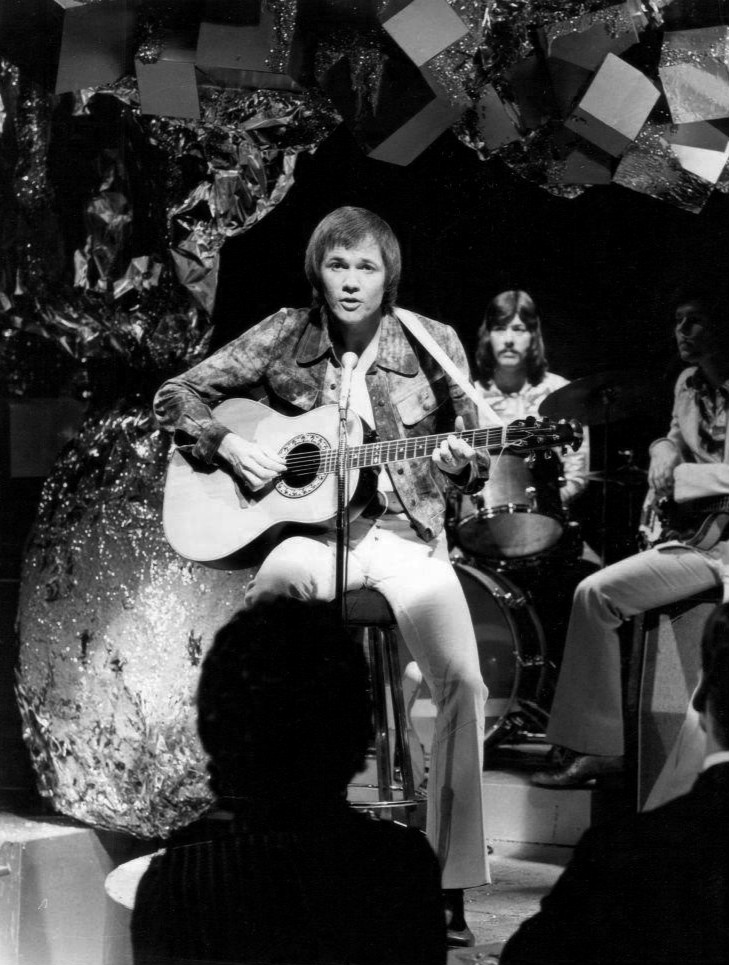
Fotografía de David Gates con la banda Bread tocando en el programa de televisión Hotel Ninety (1973). La banda se deshizo ese mismo año.

Gates grabó y produjo su álbum en solitario First en 1973. El sencillo "Clouds", una sección de la pista del álbum "Suite Clouds and Rain", alcanzó el #47 en Billboard. Un segundo sencillo, "Sail Around The World", alcanzó el #50. El álbum llegó a #107 en Billboard.
En 1975 Gates lanzó el álbum Never let her go. El sencillo con el mismo título alcanzó el #29 en las 100 Calientes.
Bread se reunió en 1976 para un álbum, Lost without your love, lanzado a finales de 1976. El título principal, nuevamente escrito y cantado por Gates, alcanzó el #9 en Billboard Hot 100. Bread se separó de nuevo y a finales de 1977, Gates lanzó lo que sería su más exitoso sencillo en solitario, "Goodbye Girl", del filme del mismo nombre de 1977, éste subió hasta el #15 en Billboard en 1978. Para capitalizar ese éxito, un álbum fue lanzado en 1978 que contenía material de los dos primeros álbumes en solitario de Gates mezclado con nuevo material. Logró otro sencillo, "Took The Last Train". Botts y Knechtel de Bread continuaron grabando y viajando con Gates. Uno de estos viajes en el cual se hicieron llamar "David Gates & Bread" generó una demanda de parte de Griffin y un interdicto contra el uso del nombre Bread. La disputa fue resuelta en 1984.
Gates lanzó los álbumes Falling in love again en 1979 y Take me now en 1981. Grabó a dúo con Melissa Manchester, "Wish We Were Heroes", incluido en el álbum de esta Hey Ricky de 1982. Gates estuvo menos activo en la música durante los 1980's, se concentró en el manejo de un rancho al norte de California, regresó a la música en 1994 lanzando Love is always seventeen, su primer álbum después de 13 años.
Gates y Griffin dejaron sus diferencias y se reunieron para una gira final de Bread en 1996-1997 con Botts y Knechtel.
En 2002 fue lanzado The David Gates Songbook, que contiene los primeros sencillos y nuevo material.
David Gates actualmente vive en California.
Las canciones de David Gates han sido grabadas por muchos artistas:
Telly Savalas, #1 en el Reino Unido con "If" in 1975,
Boy George, #1 con "Everything I Own" en el Reino Unido en 1987,
Vesta Williams con su versión de "Make It With You" de 1988,
la banda CAKE con "The Guitar Man" en 2004 y
Ray Parker Jr quien también grabó "The Guitar Man" en 2006.

## Discografía

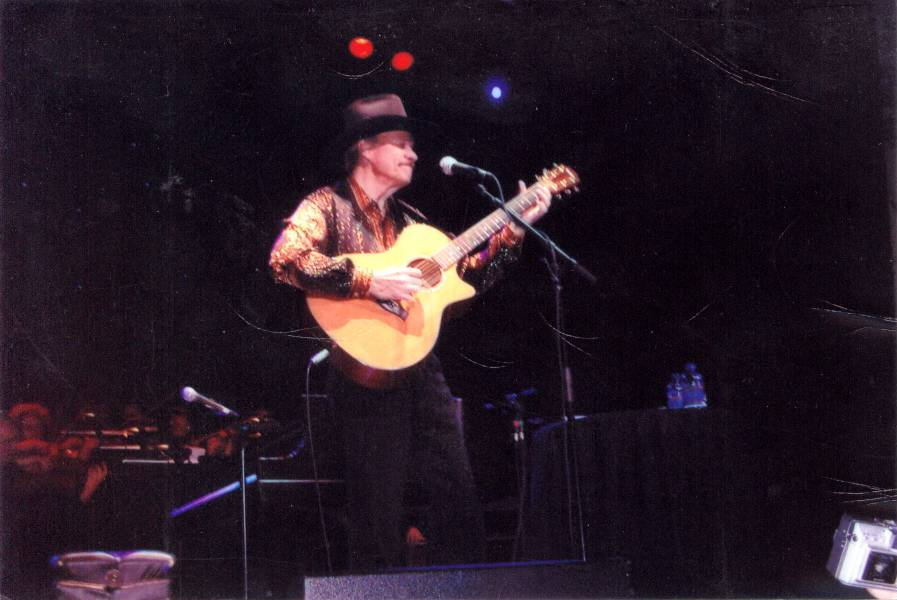
David Gates en un recital en el casino Mohegan Sun (Connecticut), en 2008.

- 1973 First
- 1975 Never Let Her Go
- 1978 Goodbye Girl
- 1979 Falling in Love Again
- 1981 Take Me Now
- 1994 Love is Always Seventeen
- 2002 The David Gates Songbook

## Enlaces
- An interview with David Gates
- David Gates en Internet Movie Database (en inglés).